# TOPIX Core30
TOPIX Core30（トピックス コア30）は、TOPIX（東証株価指数）ニューインデックスシリーズの一つで、東京証券取引所の全銘柄のうち、時価総額、流動性の特に高い30銘柄で構成された株価指数のことをいう。
1998年4月1日を1000ポイントとして算出する。市場の実勢をより適切に反映させるために年に1回（毎年10月）構成銘柄の見直しが行われている。東京証券取引所により算出・公表されている。

## 銘柄一覧
2024年10月31日現在、銘柄コード順。
- 2914 日本たばこ産業
- 3382 セブン&アイ・ホールディングス
- 4063 信越化学工業
- 4502 武田薬品工業
- 4568 第一三共
- 6098 リクルートホールディングス
- 6367 ダイキン工業
- 6501 日立製作所
- 6503 三菱電機
- 6758 ソニーグループ
- 6861 キーエンス
- 6981 村田製作所
- 7011 三菱重工業
- 7203 トヨタ自動車
- 7267 本田技研工業
- 7741 HOYA
- 7974 任天堂
- 8001 伊藤忠商事
- 8031 三井物産
- 8035 東京エレクトロン
- 8058 三菱商事
- 8306 三菱UFJフィナンシャル・グループ
- 8316 三井住友フィナンシャルグループ
- 8411 みずほフィナンシャルグループ
- 8766 東京海上ホールディングス
- 9432 NTT[注釈 1]
- 9433 KDDI
- 9434 ソフトバンク
- 9983 ファーストリテイリング
- 9984 ソフトバンクグループ

## 構成銘柄入れ替え
| 日付             | 追加   | 追加                       | 除外   | 除外                       | 備考         |
| 日付             | コード | 銘柄名                     | コード | 銘柄名                     | 備考         |
| ---------------- | ------ | -------------------------- | ------ | -------------------------- | ------------ |
| 2011年10月31日付 | 6954   | ファナック                 | 9501   | 東京電力                   |              |
| 2012年10月31日付 | 4452   | 花王                       | 7974   | 任天堂                     |              |
| 2012年10月31日付 | 6501   | 日立製作所                 | 9503   | 関西電力                   |              |
| 2013年10月31日付 | 6902   | デンソー                   | 4452   | 花王                       |              |
| 2013年10月31日付 | 8801   | 三井不動産                 | 6502   | 東芝                       |              |
| 2014年10月31日付 | －     | －                         | －     | －                         | 入れ替え無し |
| 2015年10月30日付 | 6981   | 村田製作所                 | 5401   | 新日鐵住金（現・日本製鉄） |              |
| 2015年10月30日付 | 9022   | 東海旅客鉄道               | 6301   | 小松製作所                 |              |
| 2016年10月31日付 | 6861   | キーエンス                 | 8604   | 野村ホールディングス       |              |
| 2017年10月31日付 | 7974   | 任天堂                     | 8801   | 三井不動産                 |              |
| 2018年10月31日付 | 4452   | 花王                       | 6902   | デンソー                   |              |
| 2018年10月31日付 | 6098   | リクルートホールディングス | 7201   | 日産自動車                 |              |
| 2019年10月31日付 | 4568   | 第一三共                   | 6752   | パナソニック               |              |
| 2020年10月30日付 | 6367   | ダイキン工業               | 2914   | 日本たばこ産業             |              |
| 2020年10月30日付 | 6594   | 日本電産（現・ニデック）   | 7751   | キヤノン                   |              |
| 2020年10月30日付 | 7741   | HOYA                       | 8802   | 三菱地所                   |              |
| 2020年10月30日付 | 8001   | 伊藤忠商事                 | 9020   | 東日本旅客鉄道             |              |
| 2021年10月29日付 | 6273   | SMC                        | 9022   | 東海旅客鉄道               |              |
| 2021年10月29日付 | 8035   | 東京エレクトロン           | －     | －                         | [ 注釈 2 ]   |
| 2022年10月31日付 | 9434   | ソフトバンク               | 4452   | 花王                       |              |
| 2023年10月31日付 | －     | －                         | －     | －                         | 入れ替え無し |
| 2024年10月31日付 | 2914   | 日本たばこ産業             | 4503   | アステラス製薬             |              |
| 2024年10月31日付 | 6503   | 三菱電機                   | 6273   | SMC                        |              |
| 2024年10月31日付 | 7011   | 三菱重工業                 | 6594   | ニデック                   |              |
| 2024年10月31日付 | 9983   | ファーストリテイリング     | 6954   | ファナック                 |              |